# 倉林誠一郎
倉林 誠一郎（くらばやし せいいちろう、1912年12月28日 - 2000年5月2日）は、日本の演劇制作者（演劇プロデューサー）。劇団俳優座主事として、俳優座劇場創立を主導し、新劇の制作者（プロデューサー）を務めた。また、日本芸能実演家団体協議会（芸団協）、日本新劇経営製作者協会（現・日本新劇製作者協会）、中劇場協議会等の業界団体の設立を主導し、会長・常任理事を歴任した。

## 来歴
※主な出典は著書『演劇制作者』（而立書房）による。
現在の東京都江東区深川に生まれる。1927年3月に開進第一尋常小学校高等科を卒業して智山中学校2年に編入となる。
1933年に徴兵検査を受けたが、丙種で徴兵免除となる。向島の資生堂化粧品工場で働く。同じ工場にいた信欣三、宇野重吉らの後援会「もんじゅ会」の会員に誘われ同会に参加する。以来、新協劇団の公演を全て観劇した。しかし、1940年に新協劇団は新築地劇団とともに強制解散させられる。
1942年3月、「もんじゅ会」の信欣三、宇野重吉、北林谷栄らが農山漁村文化協会所属瑞穂劇団を結成し、倉林は劇団担当として勤務した。だが、1944年8月に召集され、福島県の海軍火薬廠に配属される。軍務中の1945年3月に、東京大空襲で家族を全員失った。
戦後の1946年8月に劇団俳優座に入団する。1953年5月に株式会社俳優座劇場が創立すると取締役に就任した。翌年5月には劇団俳優座主事となり、劇団機関誌『コメディアン』の編集責任者を務める。また、俳優座劇場と舞台美術部の運営責任者ともなった。
1956年2月に日中文化交流協会創立に参加し、参与に就任した。1957年12月、日本演劇代表団訪中（当時は正式な国交がなかった中華人民共和国への訪問）に事務局長として参加する。3年後の1960年9月に実施された第1回訪中新劇団でも事務局長を務めた。
1965年11月、日本芸能実演家団体協議会（芸団協）の創立に参加する。1967年3月には常任理事に就任して、「芸能人年金制度」の創設に関与した。
1981年9月に俳優座劇場代表取締役社長に就任し、俳優座劇場プロデュースを始める。第1回公演として『なよたけ』を実施し、以後地方も含めた定期的な公演を実現した。俳優座劇場は「『サムとハロルド』『十二人の怒れる男たち』などのプロデュース公演の成果」により、1989年に第24回紀伊國屋演劇賞の団体賞を受賞した。この間、1971年12月には草加市から教育委員に任命されている。
1992年3月、文化経済学会の顧問に就任した。
2000年5月2日に死去（満87歳没）。

## 著書
- 『新劇年代記＜戦後編＞』白水社、1966年
- 『新劇年代記＜戦中編＞』白水社、1969年
- 『新劇年代記＜戦前編＞』白水社、1972年
- 『戦後新劇を考える -新劇制作者の手帳-』レクラム社、1983年
- 『演劇 ●私の覚え書き』クリエイティブスタジオ仕事場、1984年
- 『演劇 ●私の覚え書き二』クォーター、1988年
- 『演劇制作者』而立書房、1993年
- 『劇団は生きている』芸団協出版部、1996年
- 『演劇は二十世紀をどう生きたか　倉林誠一郎遺稿集』倉林誠一郎遺稿集をつくる会、2001年

## 賞歴
※倉林の個人名で表彰されたもの。
- 1972年 - 第20回菊池寛賞 （『新劇年代記』の完成）[1]
- 1999年11月　第5回ニッセイ・バックステージ賞[5]